# راجنار غوموندسون
راجنار غوموندسون هو سباح آيسلندي، ولد في 2 أبريل 1968.

## وصلات خارجية
- راجنار غوموندسون على موقع الاتحاد الدولي للسباحة (الإنجليزية)
- راجنار غوموندسون على موقع أوليمبيديا (الإنجليزية)